# Piotr Sahajdaczny
Piotr Jakowlewicz Sahajdaczny, ros. Петр Яковлевич Сагайдачный (ur. 10 kwietnia 1899 w Sankt Petersburgu, zm. 31 grudnia 1964 w Los Angeles) – rosyjski wojskowy (pułkownik), oficer 3 pułku Rosyjskiego Korpusu Ochronnego podczas II wojny światowej, emigracyjny dziennikarz.

## Życiorys
W 1912 ukończył władimirską szkołę piechoty. Służył w 95 krasnojarskim pułku piechoty. Brał udział w I wojnie światowej. Od poł. 1916 walczył w szeregach 94 jenisejskiego pułku piechoty. W czerwcu 1917 roku został odkomenderowany do Francji, gdzie wszedł w skład Rosyjskiego Korpusu Ekspedycyjnego. Był odznaczony Orderem Św. Włodzimierza i Św. Jerzego. W 1918 powrócił do ogarniętej wojną domową Rosji, wstępując do wojsk białych. Walczył na Kubaniu. Od maja 1919 roku w stopniu kapitana służył w oddziale gen. Siergieja L. Markowa (przez kilka dni nawet czasowo nim dowodził). Na początku października 1920 roku, w stopniu podpułkownika, objął dowództwo batalionu 3 markowskiego pułku piechoty. Od 16 października tego roku, w stopniu pułkownika, dowodził markowską brygadą piechoty w składzie 1 i 3 markowskich pułków piechoty. Był odznaczony Orderem Św. Nikołaja. W poł. listopada ewakuował się z resztkami wojsk białych z Krymu do Gallipoli. Ostatecznie zamieszkał w Bułgarii. Po zajęciu Jugosławii w kwietniu 1941 roku, wstąpił do nowo formowanego Rosyjskiego Korpusu Ochronnego. Służył w 3 pułku. Pod koniec wojny został odkomenderowany w skład Sił Zbrojnych Komitetu Wyzwolenia Narodów Rosji. Po wojnie przebywał w obozie dla przesiedleńców w zachodnich Niemczech. W 1949 wyjechał do USA, gdzie pracował zakładach meblarskich w Los Angeles. Jednocześnie pracował w redakcji rosyjskiego pisma polityczno-literackiego „Родные Дали”.